# Chlamys albida
Chlamys albida är en musselart som först beskrevs av R. Arnold 1906.  Chlamys albida ingår i släktet Chlamys och familjen kammusslor. Inga underarter finns listade i Catalogue of Life.